# 水鳥

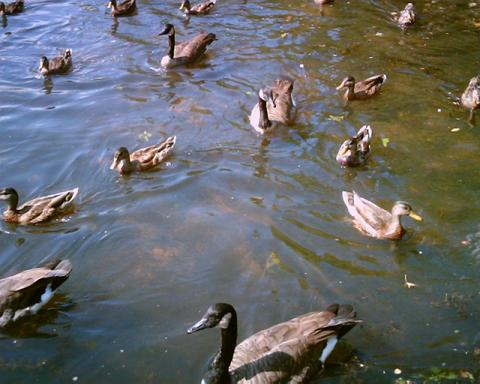
水鸟

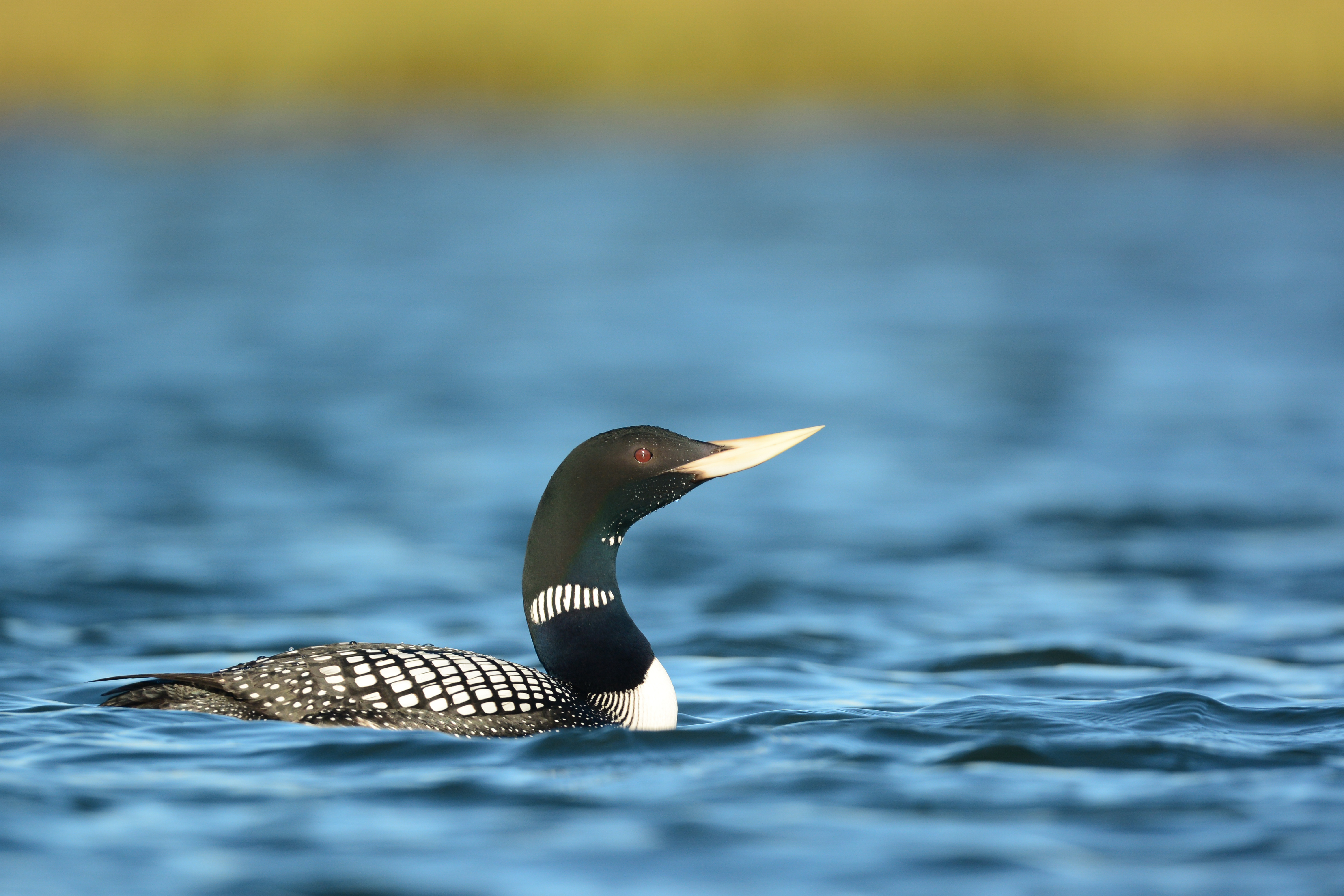
阿拉斯加北部湖泊中游泳的白嘴潜鸟（Gavia adamsii）

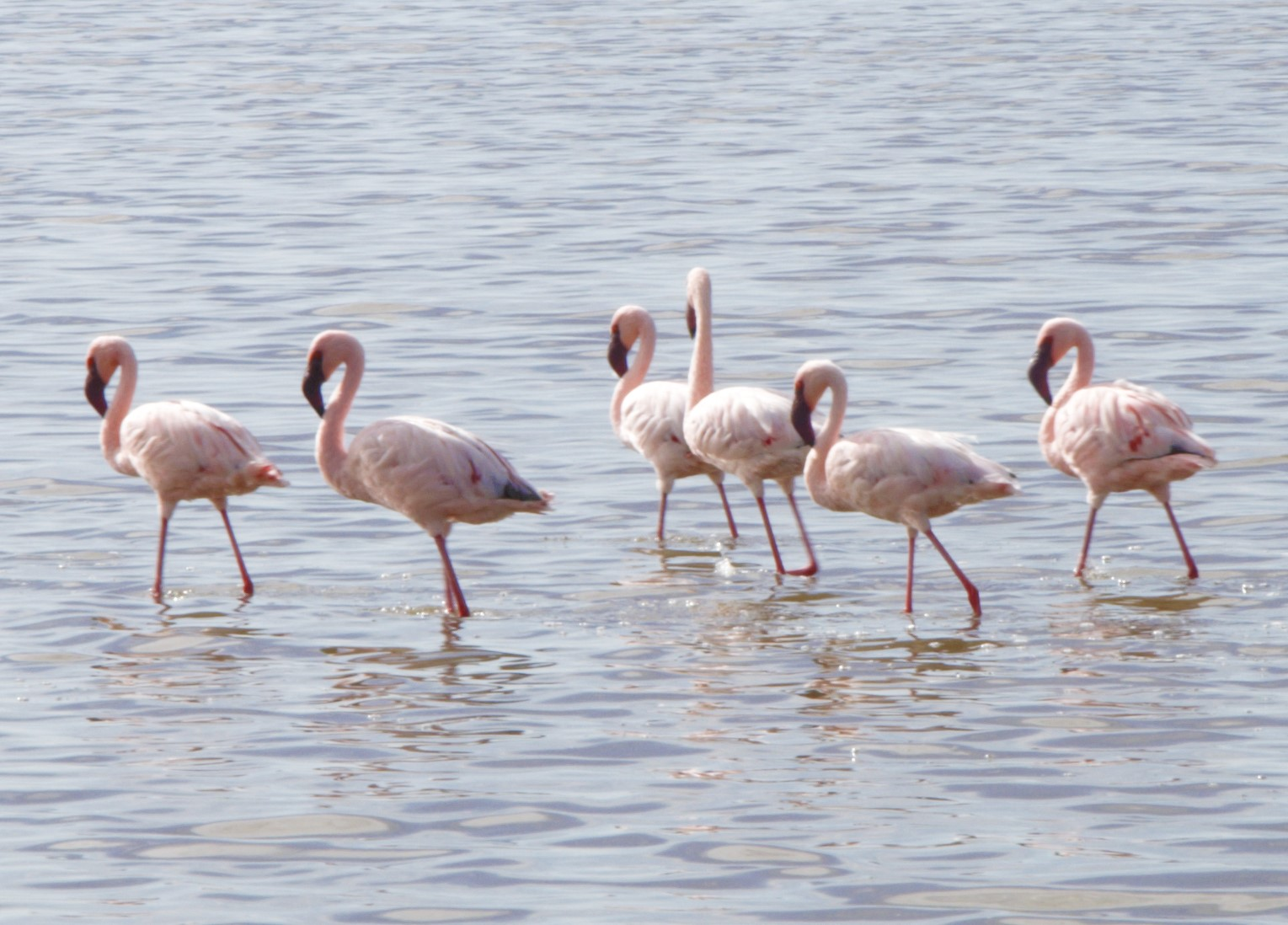
塞伦盖蒂国家公园湖中的一群火烈鸟

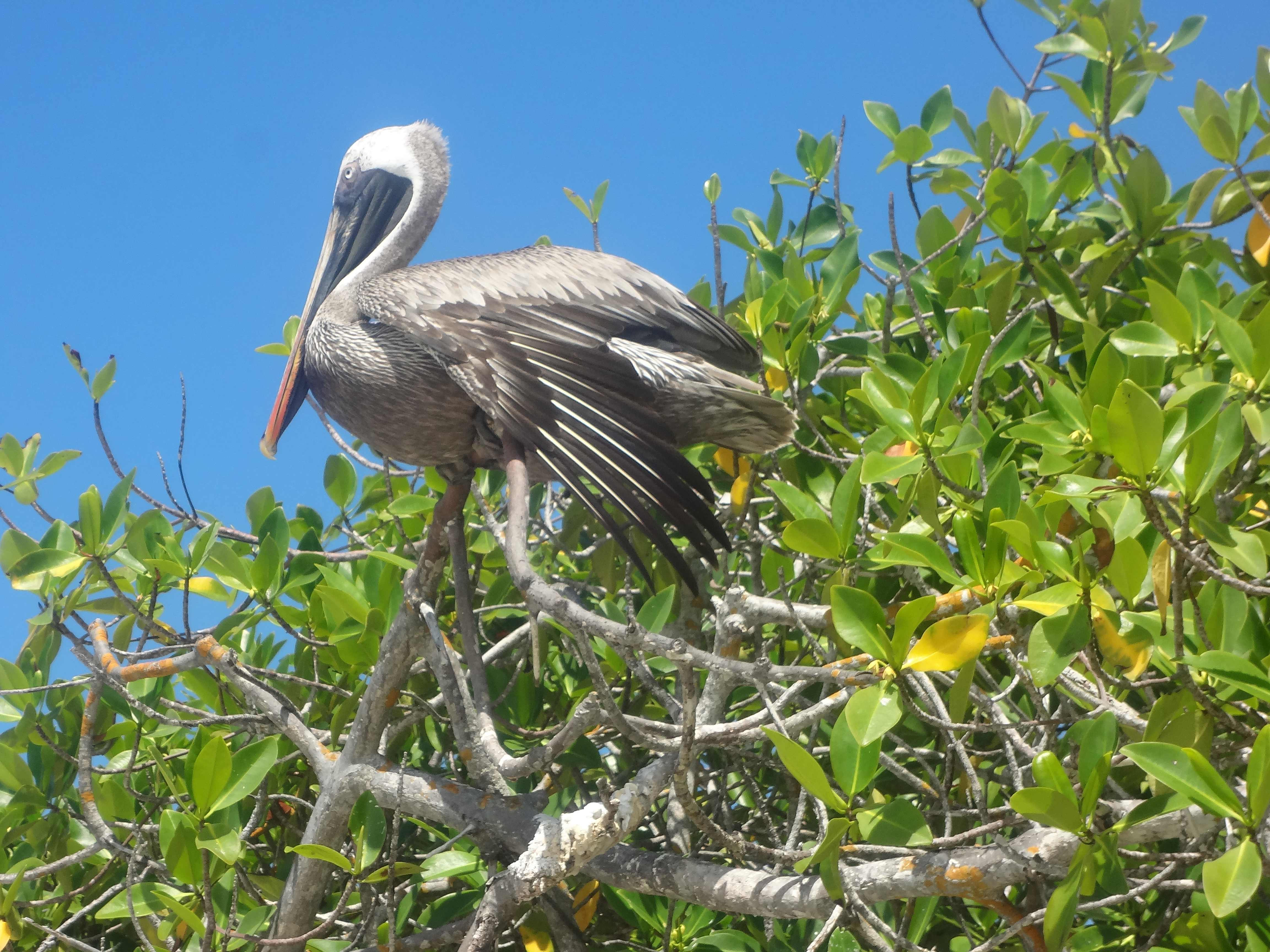
科隆群岛圣克鲁斯岛上的褐鹈鹕（Pelecanus occidentalis）

水鸟（或）泛指任何在水体上或水边生活的鸟类，狭义上特指淡水生态系统中的鸟类（海洋生态系统的鸟类通常称作海鸟），甚至专指水禽。一些食鱼的猛禽（比如海雕和鱼鹰）虽然猎食水生猎物，但并不在水边滞留而是主要在陆地上活动，因此并不算是水鸟。现今水鸟的概念主要用于保育生物学 ，泛指栖息于或依赖水体和湿地环境的任何鸟类。

## 种类
- 海鸟（seabirds），包括鲣鸟目、企鹅目、鹲形目、鹱形目、鹈形目的鹈鹕科以及鸻形目的海雀科、鸥科和贼鸥科
- 水禽（waterfowls），包括雁形目（鸭、雁/鹅、天鹅、鹊鹅、叫鸭等）、䴙䴘目、潜鸟目
- 涉禽（waders或shorebirds），包括鸻形目、鹳形目、鹈形目的鹭科和鹮科、火烈鸟目、鹤形目的鹤科、秧鸡科和日鷉科
- 翠鸟（kingfisher），但不包括翡翠亚科
- 河乌（dippers），雀形目鸣禽的一科

## 演化
水鸟的演化主要围绕着适应其环境以便更利于觅食展开，比如依赖游泳和潜水觅食的游禽通常进化出了脚蹼和能够防湿保持浮力的羽毛；海鸟需要有长期盘旋飞行的续航能力和利于俯冲入水的体形；涉禽通常有适合在泥沙间行走的长腿和尖细的喙；有滤食藻类、浮游动物和小鱼习性的水鸟（比如鸭类和火烈鸟）则往往需要宽扁的喙；需要捕捉大量鱼类喂养幼鸟的水鸟（比如鹈鹕和鸬鹚）则可能拥有可以储存渔获的喉囊。这些演化出的身体特征会因为相似的环境和竞争压力而在许多本是不同演化支的鸟类中共存，比如明明不是属于鹈形目的鲸头鹳因为栖息于草泽以肺鱼、金恐龙、胡鲇等浅水两栖鱼为食，因而演化出了近似于涉禽的体形。
DNA测序分析（特别是线粒体DNA测序）可以被用来为不同的水鸟分类，对比和理解这些基因模式可以帮助科学家更正确的为水鸟归类。